# 居山浩二
居山 浩二（いやま こうじ、1967年 - ）は、 グラフィックデザイナー、アートディレクター。株式会社イヤマデザイン代表取締役。静岡県出身。

## 略歴
- 1967年 生まれ。
- 多摩美術大学美術学部グラフィックデザイン学科卒業後、日本デザインセンター、atomを経て、イヤマデザイン設立。

## 主な実績
- 集英社「ナツイチ」
- カモ井加工紙「mt」
- 東京大学医科学研究所
- NHK大河ドラマ「龍馬伝」
- 学研ステイフル「bnbg(ビーエヌビージー)」

## 受賞
- British D&AD AWARDS 2016 最高賞、金賞
- British D&AD AWARDS 2010 銀賞
- British D&AD AWARDS 2009 銅賞
- カンヌライオンズ 国際クリエイティビティ・フェスティバル 2016 金賞
- カンヌライオンズ 国際クリエイティビティ・フェスティバル 2013 金賞
- SPIKES ASIA 2012 グランプリ
- 2016 CLIO AWARDS 金賞、銀賞
- 2015 CLIO AWARDS 銅賞
- 014 CLIO AWARDS 金賞、銀賞
- One Show Design 2016 金賞×2、Merit Award×2
- One Show Design 2015 銅賞、Merit Award
- One Show Design 2014 銅賞、Merit Award×2
- One Show Design 2013 銅賞、Merit Award
- One Show Design 2012 銀賞×2、Merit Award×2
- One Show Design 2011 銅賞、Merit Award×3
- One Show Design 2010 Merit Award
- One Show Design 2009 Merit Award
- 第95回ニューヨークアートディレクターズクラブ Merit Award
- 第94回ニューヨークアートディレクターズクラブ 金賞×2
- 第93回ニューヨークアートディレクターズクラブ 金賞
- 第91回ニューヨークアートディレクターズクラブ 金賞
- 第90回ニューヨークアートディレクターズクラブ 特別賞
- 第88回ニューヨークアートディレクターズクラブ 特別賞
- 第85回ニューヨークアートディレクターズクラブ 特別賞
- 第84回ニューヨークアートディレクターズクラブ 銀賞、特別賞×2
- 第83回ニューヨークアートディレクターズクラブ 銅賞
- 2005年度日本グラフィックデザイナー協会 新人賞
- 第1回十勝ポスターアワード グランプリ、奨励賞
- 第58回日本雑誌広告賞 金賞
- 第50回SDA賞 サインデザイン優秀賞
- 第48回SDA賞 サインデザイン優秀賞、奨励賞
- 第45回SDA賞 サインデザイン最優秀賞
- DSA日本空間デザイン賞 2016 金賞
- DSA日本空間デザイン賞 2012 優秀賞
- ドイツ red dot award: communication design 2012
- 香港国際ポスタートリエンナーレ 2007 銅賞
- 香港国際ポスタートリエンナーレ 2004 銀賞
- メキシコ国際ポスタービエンナーレ 2004 銅賞
- ブルーノ国際ポスタービエンナーレ 2006 The Union of Visual Artists of the Czech Republic Award
- Design For Asia Award 2014 銀賞、銅賞
- Design For Asia Award 2013 Merit Award
- HKDA Global Design Awards 2016 金賞×2、銅賞、Excellence ×2、Judge’s Choice ×3
- HKDA (Hong Kong Designers Association) Asia Pacific Design 2002 Show 優秀賞

他、受賞多数

## 審査員
- 札幌ADC 2011
- 富山ADC 2012
- LIFE DESIGN 信州 2012
- 広島ADC 2013
- 新潟ADC 2016
- ニューヨークADC 2015
- Graphic Design in Japan 2015〜2022
- グラフィック 1_WALL （第7回〜12回）
- 2016 New York Festivals International Advertising Awards

等の審査員を務める。